# Niiro Tadamoto
Niiro Tadamoto (新納 忠元?; 1526 – 16 gennaio 1611) è stato un daimyō giapponese del periodo Sengoku, servitore del clan Shimazu.

## Biografia
Tadamoto faceva parte della famiglia Niiro, una delle principali servitrici del clan Shimazu e controllava il castello di Oguchi nella provincia di Satsuma. 
Al servizio di Shimazu Takahisa e Shimazu Yoshihisa combatté in molte battaglie e nel 1586 divenne responsabile dell'assedio e della conquista del castello di Toshimitsu. Ebbe un ruolo di particolare rilevanza nella successiva battaglia di Hetsugigawa (gennaio 1587) e guadagnò molta fama durante l'invasione di Kyūshū da parte di Toyotomi Hideyoshi l'anno successivo. Alla battaglia di Sendaigawa guidò un'eroica carica contro l'enorme esercito dei Toyotomi che si preparava ad attaccare Kagoshima. Si racconta che nel corso della dura battaglia ebbe un duello personale con Katō Kiyomasa. Lo stesso Hideyoshi espresse ammirazione per il suo coraggio. Durante le invasioni della Corea da parte di Hideyoshi, Niiro prestò servizio come signore karô del castello di Iino nella provincia di Hyūga.
Restò al fianco del clan Shimazu anche durante la battaglia di Sekigahara. Morì nel 1611.
Oltre alle sue abilità come guerriero, Tadamoto era un uomo con un acume culturale elevato ed era esperto nella composizione di waka e tanka.